# Beaujeu (Rhône)
Pour les articles homonymes, voir Beaujeu.
Beaujeu est une commune française située dans le département du Rhône, en région Auvergne-Rhône-Alpes.

## Géographie
Dans son Encyclopédie théologique publiée en 1849, l'abbé Jacques-Paul Migne relate l'histoire suivante :

« […] La situation de Beaujeu, au fond de la vallée de l'Ardière, entre les montagnes de Gonty et de Cornillon, qui forment sur ce point un vallon resserré, a donné lieu à une tradition suivant laquelle l'emplacement occupé par cette ville était autrefois un vaste étang, et l'inspection des lieux rend ce constat assez vraisemblable; en effet, en barrant la rivière dans l'endroit appelé L'étroit-Pont, il serait facile de convertir en un lac Beaujeu et les prairies avoisinantes.
On assure que le fils d'un seigneur de Beaujeu s'étant noyé en conduisant des chevaux à l'étang, son père fit vœu de bâtir une église à l'endroit où serait trouvé le corps du jeune prince ; qu'ensuite il fit mettre l'étang à sec et s'acquitta de son vœu ; que bientôt des maisons s'élevèrent autour de la nouvelle église et donnèrent naissance à la ville […] »

### Transports

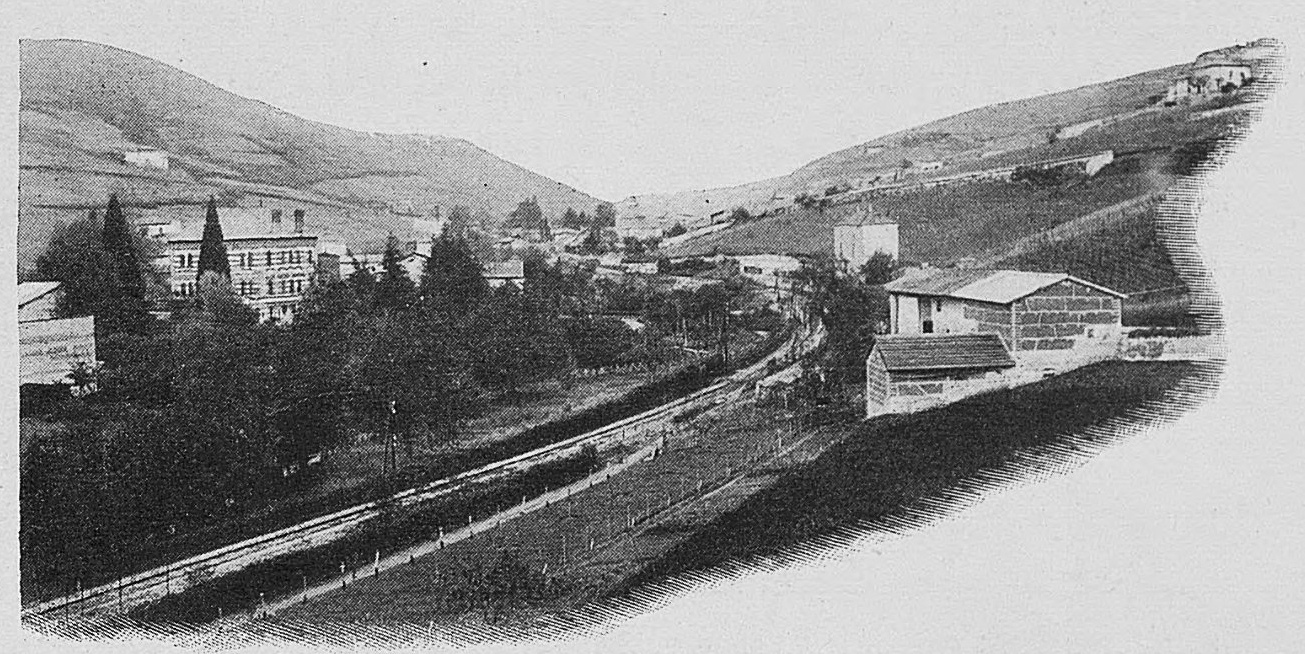
Beaujeu et la vallée de l'Ardières au début du XXe siècle.

De 1869 à 1987, il y avait un chemin de fer entre Belleville et Beaujeu. En 2004, la partie de la voie ferrée située entre Beaujeu et Saint-Jean-d'Ardières a été transformée en voie verte.
De 1898 à 1934, Beaujeu fut traversée par la ligne de Chemin de fer du Beaujolais dite du "Tacot". La ligne reliait Villefranche-sur-Saône à Monsols en passant par le Pont-Paradis. La Gare transformée en habitation est encore visible au lieu dit "L'étroit pont". On disait du "tacot" qu'il était tellement lent que certains passagers descendaient du train dans les montées afin de doubler la locomotive et l'attendre au sommet de la côte. La lenteur de ce train fit même l'objet d'une ancienne chanson locale.

### Climat
Pour des articles plus généraux, voir Climat d'Auvergne-Rhône-Alpes et Climat du Rhône.
En 2010, le climat de la commune est de type climat océanique dégradé des plaines du Centre et du Nord, selon une étude du Centre national de la recherche scientifique s'appuyant sur une série de données couvrant la période 1971-2000. En 2020, Météo-France publie une typologie des climats de la France métropolitaine dans laquelle la commune est exposée à un climat de montagne ou de marges de montagne et est dans la région climatique  Nord-est du Massif Central, caractérisée par une pluviométrie annuelle de 800 à 1 200 mm, bien répartie dans l’année. 
Pour la période 1971-2000, la température annuelle moyenne est de 11,3 °C, avec une amplitude thermique annuelle de 16,9 °C. Le cumul annuel moyen de précipitations est de 857 mm, avec 10,4 jours de précipitations en janvier et 7,4 jours en juillet. Pour la période 1991-2020, la température moyenne annuelle observée sur la station météorologique de Météo-France la plus proche, « Saint-Didier-Beaujeu », sur la commune de Saint-Didier-sur-Beaujeu à 3 km à vol d'oiseau, est de 11,2 °C et le cumul annuel moyen de précipitations est de 934,2 mm,. Pour l'avenir, les paramètres climatiques de la commune estimés pour 2050 selon différents scénarios d'émission de gaz à effet de serre sont consultables sur un site dédié publié par Météo-France en novembre 2022.
| Mois                                  | jan.             | fév.           | mars          | avril           | mai             | juin          | jui.         | août           | sep.           | oct.          | nov.            | déc.             | année      |
| ------------------------------------- | ---------------- | -------------- | ------------- | --------------- | --------------- | ------------- | ------------ | -------------- | -------------- | ------------- | --------------- | ---------------- | ---------- |
| Température minimale moyenne (°C)     | −0,7             | −0,6           | 2             | 4,6             | 8,5             | 12            | 13,9         | 13,5           | 10,1           | 6,9           | 2,7             | 0                | 6,1        |
| Température moyenne (°C)              | 2,4              | 3,5            | 7,2           | 10,5            | 14,6            | 18,4          | 20,5         | 20,1           | 15,9           | 11,5          | 6,2             | 3                | 11,2       |
| Température maximale moyenne (°C)     | 5,5              | 7,5            | 12,5          | 16,3            | 20,6            | 24,8          | 27           | 26,6           | 21,7           | 16,1          | 9,7             | 6                | 16,2       |
| Record de froid (°C) date du record   | −19,5 16.01.1985 | −16,4 05.02.12 | −14 01.03.05  | −6,2 08.04.21   | −2,1 04.05.1967 | 3 04.06.01    | 5 01.07.1972 | 3,6 30.08.1986 | 0,5 18.09.1971 | −4,9 30.10.12 | −9,9 23.11.1993 | −15,2 30.12.1964 | −19,5 1985 |
| Record de chaleur (°C) date du record | 16,3 30.01.13    | 19,4 24.02.21  | 24,9 31.03.21 | 27,9 22.04.1968 | 34,1 20.05.22   | 37,8 27.06.19 | 39 24.07.19  | 39 24.08.23    | 33,7 05.09.23  | 29 02.10.23   | 21,5 01.11.1968 | 17,9 18.12.1989  | 39 2023    |
| Précipitations (mm)                   | 74,2             | 60,1           | 59,5          | 68,1            | 83,2            | 77,1          | 75,9         | 70,2           | 77,1           | 92,7          | 105,3           | 90,8             | 934,2      |

## Urbanisme

### Typologie
Au 1er janvier 2024, Beaujeu est catégorisée bourg rural, selon la nouvelle grille communale de densité à sept niveaux définie par l'Insee en 2022.
Elle appartient à l'unité urbaine de Beaujeu, une agglomération intra-départementale regroupant trois  communes, dont elle est ville-centre,,. La commune est en outre hors attraction des villes,.

### Occupation des sols
L'occupation des sols de la commune, telle qu'elle ressort de la base de données européenne d’occupation biophysique des sols Corine Land Cover (CLC), est marquée par l'importance des forêts et milieux semi-naturels (51,9 % en 2018), une proportion sensiblement équivalente à celle de 1990 (52 %). La répartition détaillée en 2018 est la suivante : forêts (49 %), cultures permanentes (27,6 %), prairies (9,7 %), zones agricoles hétérogènes (7,1 %), zones urbanisées (3,6 %), milieux à végétation arbustive et/ou herbacée (2,9 %). L'évolution de l’occupation des sols de la commune et de ses infrastructures peut être observée sur les différentes représentations cartographiques du territoire : la carte de Cassini (XVIIIe siècle), la carte d'état-major (1820-1866) et les cartes ou photos aériennes de l'IGN pour la période actuelle (1950 à aujourd'hui).

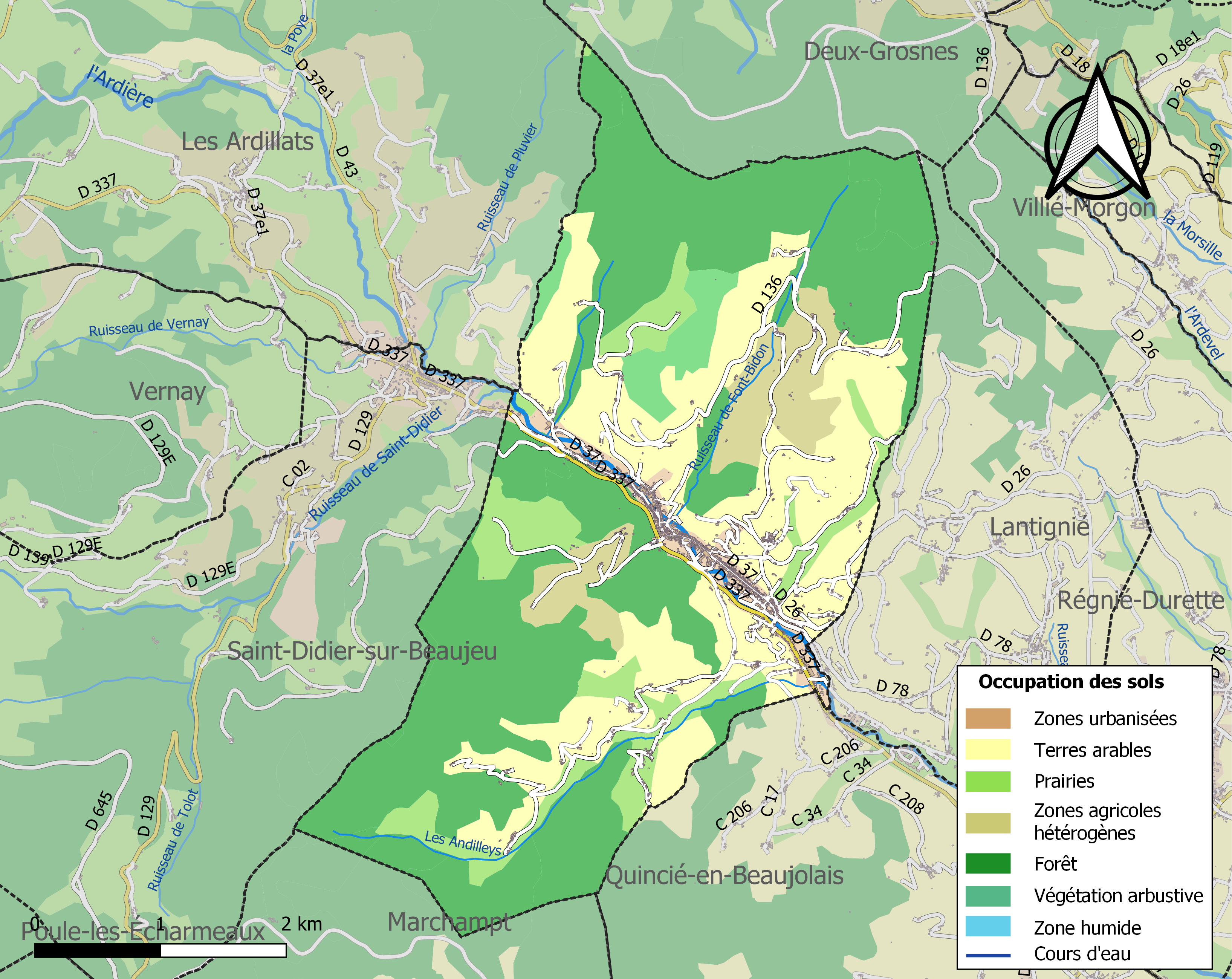
Carte des infrastructures et de l'occupation des sols de la commune en 2018 (CLC).

## Toponymie
Attestée sous la forme latine de Bellojoco en 1070.
Le nom est une composition latine/romane, datant de la fin du haut Moyen Âge, créée sur le latin bellum (« beau ») et sur jugum, signifiant « joug », mais ayant pris un sens métaphorique de « chaîne de montagnes, sommet de montagne ».
On peut interpréter le nom de Beaujeu par « beau sommet ».
Beaujeu n'a pas directement donné son nom au Beaujolais, qui tient son nom de Beaujou (de la forme dialectale jou « mont, colline »).

## Histoire
Beaujeu est la capitale historique de l'ancienne province du Beaujolais. La micro-région entourant Beaujeu, soit approximativement l'ancien arrondissement de Villefranche-sur-Saône (avant le 1er janvier 2015) du département du Rhône, a gardé le nom de Beaujolais. Aujourd'hui, elle est mondialement connue pour ses vins.
En 1833, Beaujeu fusionne avec la commune voisine des Étoux. En 1831, Beaujeu comptait 1 596 habitants contre 1 228 pour les Étoux ; en 1836, Beaujeu (réunie avec les Étoux) affichait 3 172 habitants, c'est-à-dire plus que la simple addition des deux populations. Pendant la Seconde Guerre mondiale, le médecin juif et résistant Léon Israël trouve refuge à Beaujeu un certain temps chez la famille Rochard, qui y possède des vignes, ; malgré cela, il meurt exécuté par la Milice à Mâcon, alors qu'il rend visite à sa famille, le 27 avril 1944,,.

## Politique et administration

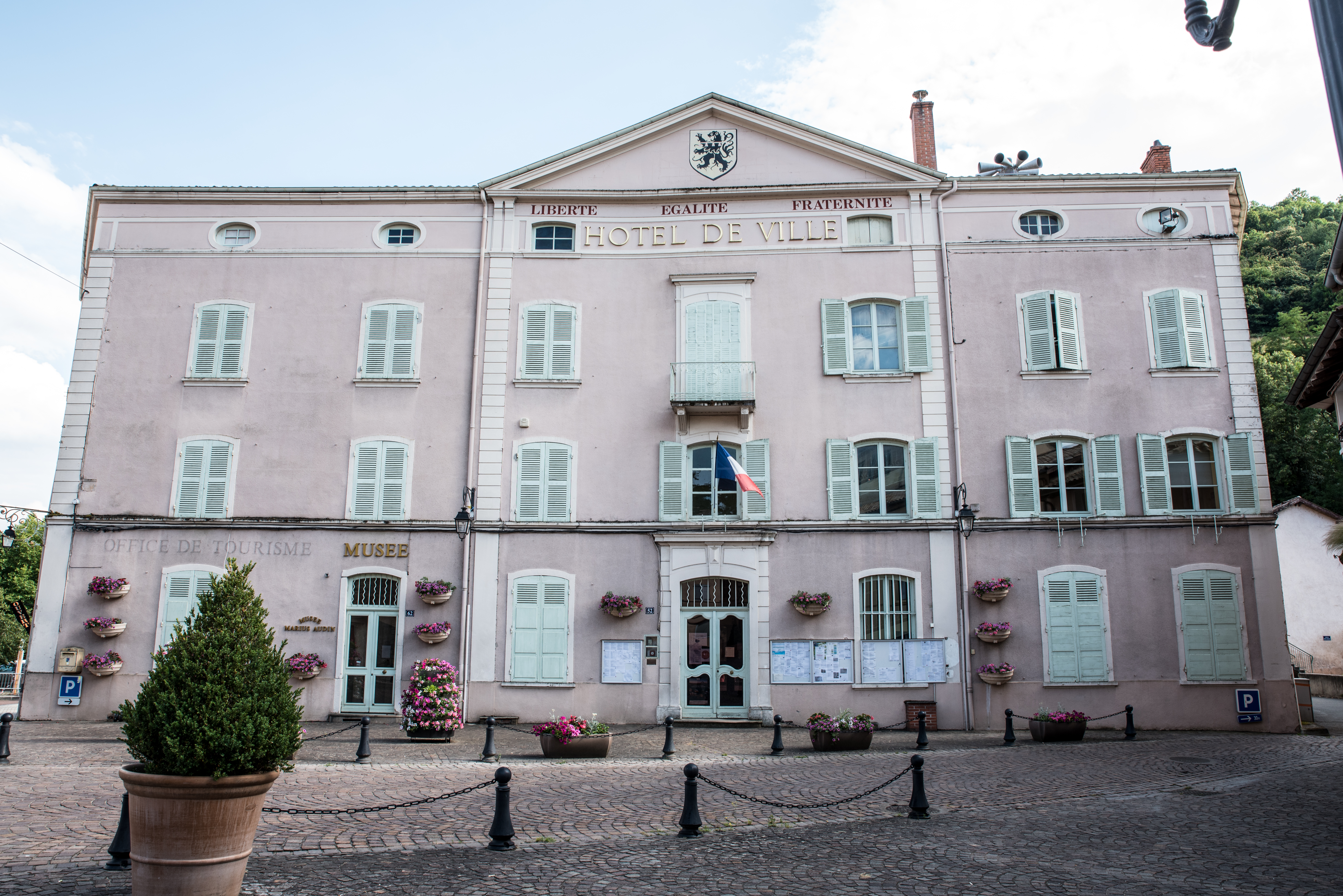
L'hôtel de ville.

### Administration municipale
| Période                                  | Période   | Identité                   | Étiquette | Qualité |
| ---------------------------------------- | --------- | -------------------------- | --------- | --- |
| Les données manquantes sont à compléter. |           |                            |           | |
| décembre 1927                            | mai 1929  | Jean Dumoulin (1880-1962)  | SFIO      | |
| mai 1929                                 | 1941      | Barthélémy Giraud          |           | Chevalier de la Légion d'honneur                                                                                 |
| 1941                                     | 1944      | Édouard Sornin             |           | Notaire |
| 1944                                     | 1947      | Antoine Rochard            |           | |
| 1947                                     | 1956      | Édouard Sornin             |           | Notaire |
| 1956                                     | mars 1971 | Marius Froget              |           | |
| mars 1971                                | juin 1995 | Marise Durhône (1931-2022) |           | Professeure d'anglais                                                                                            |
| juin 1995                                | mars 2008 | Paul Plazanet (1937-2017)  | DVD       | Retraité |
| mars 2008                                | En cours  | Sylvain Sotton             | DVD       | Ancien dirigeant de société 5e vice-président de la CC Saône Beaujolais (2020 → ) Réélu pour le mandat 2020-2026 |

### Intercommunalité
La commune fait partie de la communauté de communes Saône Beaujolais.

## Population et société

### Démographie
L'évolution du nombre d'habitants est connue à travers les recensements de la population effectués dans la commune depuis 1793. Pour les communes de moins de 10 000 habitants, une enquête de recensement portant sur toute la population est réalisée tous les cinq ans, les populations de référence des années intermédiaires étant quant à elles estimées par interpolation ou extrapolation. Pour la commune, le premier recensement exhaustif entrant dans le cadre du nouveau dispositif a été réalisé en 2007.

En 2022, la commune comptait 2 103 habitants, en évolution de −0,9 % par rapport à 2016 (Rhône : +3,93 %, France hors Mayotte : +2,11 %).
| 1793  | 1800  | 1806  | 1821  | 1831  | 1836  | 1841  | 1846  | 1851  |
| ----- | ----- | ----- | ----- | ----- | ----- | ----- | ----- | ----- |
| 1 665 | 1 634 | 1 635 | 1 595 | 1 596 | 3 172 | 3 216 | 3 364 | 3 563 |

| 1856  | 1861  | 1866  | 1872  | 1876  | 1881  | 1886  | 1891  | 1896  |
| ----- | ----- | ----- | ----- | ----- | ----- | ----- | ----- | ----- |
| 3 641 | 3 993 | 3 884 | 3 851 | 3 880 | 3 826 | 3 418 | 3 290 | 3 387 |

| 1901  | 1906  | 1911  | 1921  | 1926  | 1931  | 1936  | 1946  | 1954  |
| ----- | ----- | ----- | ----- | ----- | ----- | ----- | ----- | ----- |
| 3 373 | 3 148 | 2 890 | 2 521 | 2 346 | 2 290 | 2 237 | 2 021 | 2 027 |

| 1962  | 1968  | 1975  | 1982  | 1990  | 1999  | 2006  | 2007  | 2012  |
| ----- | ----- | ----- | ----- | ----- | ----- | ----- | ----- | ----- |
| 2 157 | 2 253 | 2 179 | 1 953 | 1 874 | 1 905 | 1 987 | 1 997 | 2 048 |

| 2017  | 2022  | - | - | - | - | - | - | - |
| ----- | ----- | - | - | - | - | - | - | - |
| 2 157 | 2 103 | - | - | - | - | - | - | - |

### Enseignement
La commune a abrité, de 1983 à 1998, l'école d'agrobiologie de Beaujeu, fondée par Suzanne et Victor Michon.

### Manifestations culturelles et festivités

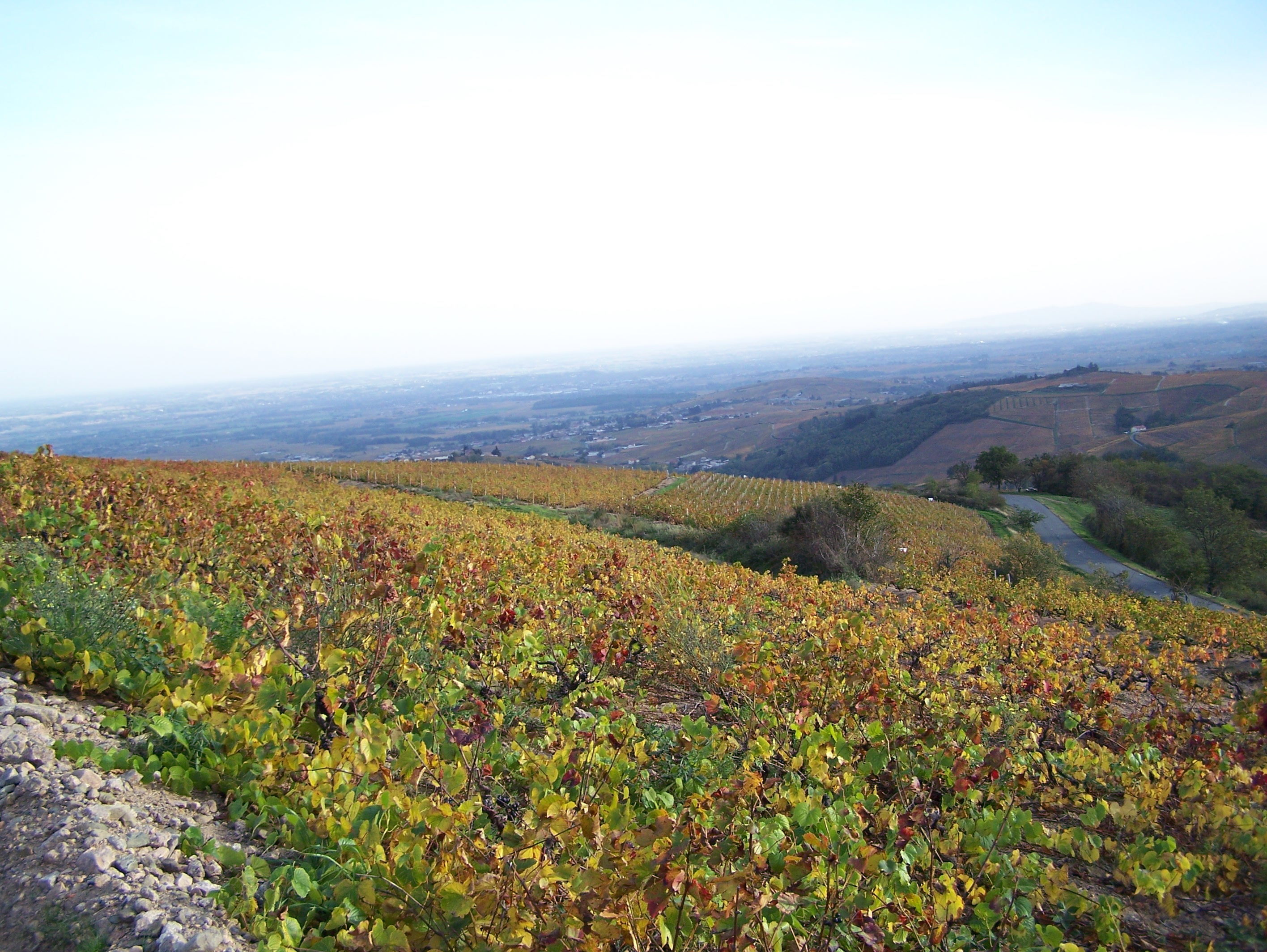
Vignoble du Beaujolais.

La fête des Sarmentelles est, depuis 1988, une fête importante du Beaujolais organisée à l'occasion du déblocage du beaujolais nouveau. La date est fixée au troisième mercredi du mois de novembre, minuit. Elle correspond à la date légale de commercialisation des vins primeurs.

## Culture locale et patrimoine

### Lieux et monuments

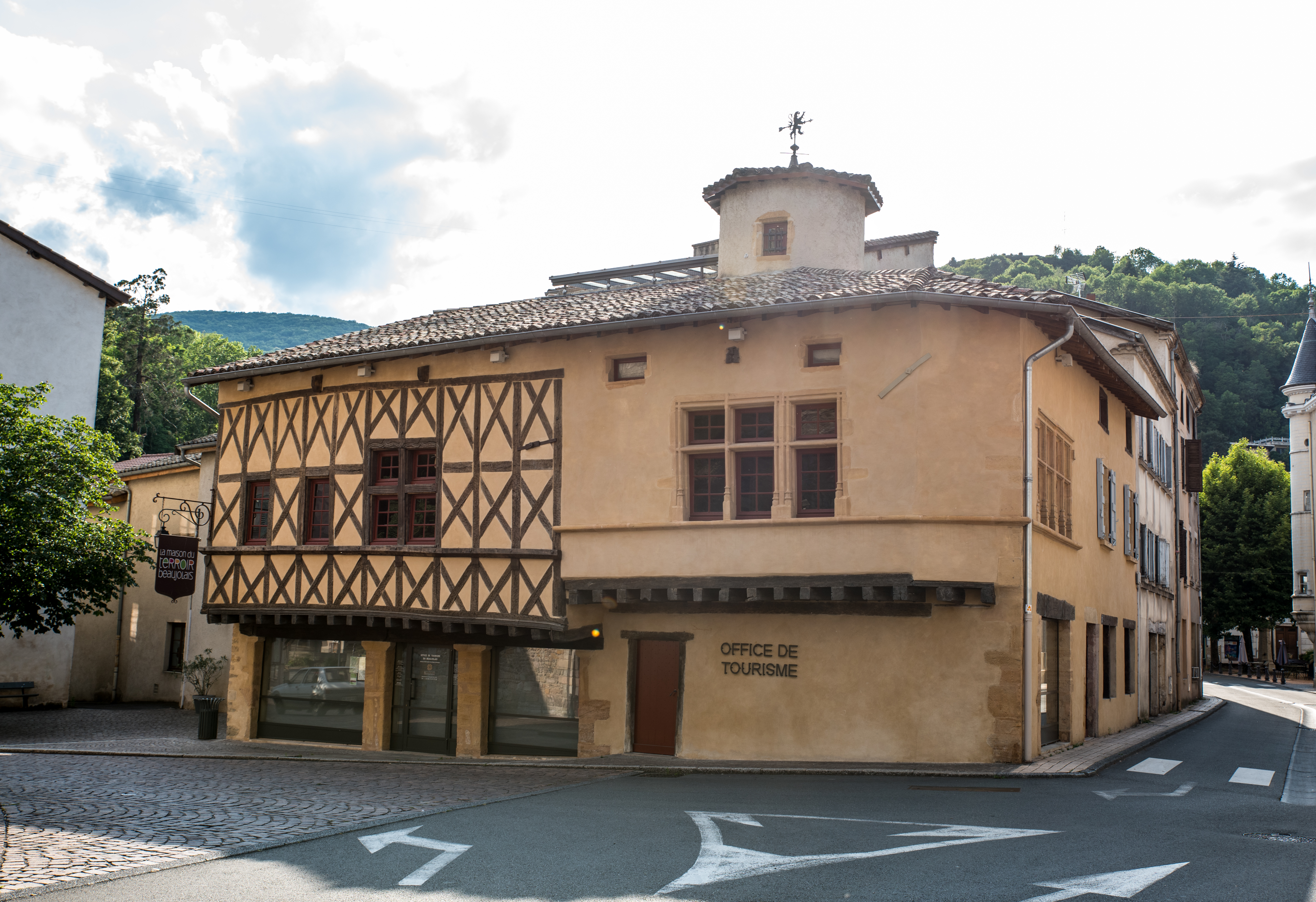
Maison à pans de bois, inscrite au titre des monuments historiques.

- Église Saint-Nicolas de Beaujeu, du XIIe siècle, classée au titre des monuments historiques[27].
- Maison à pans de bois, inscrite au titre des monuments historiques[28].
- Hospices de Beaujeu ; la vente des hospices de Beaujeu est la plus ancienne vente de charité de France. Le vin produit par le domaine viticole des hospices y est proposé. La première date de 1797, soit 64 ans avant celle de Beaune.
- Monument aux morts (1924) par l'architecte Salendre et le sculpteur Bayard.
- Vestiges du château comtal de Beaujeu, détruit en 1611.
- Chapelle dite du Prince (XVIIe siècle) et cloitre de Sainte-Angèle.
- Église Saint-Martin (XIXe).
- Ancienne gare de la ligne Beaujeu-Belleville qui servit de 1869 à 1990 (aujourd'hui propriété privée).
- Vestiges des anciennes tanneries.
- Le Pont-Paradis qui enjambe un des vallons de Beaujeu. Emprunté par la ligne des Chemins de fer du Beaujolais de 1898 à 1934, il est traversé de nos jours par la route départementale 337 dite "de la déviation".

### Patrimoine culturel

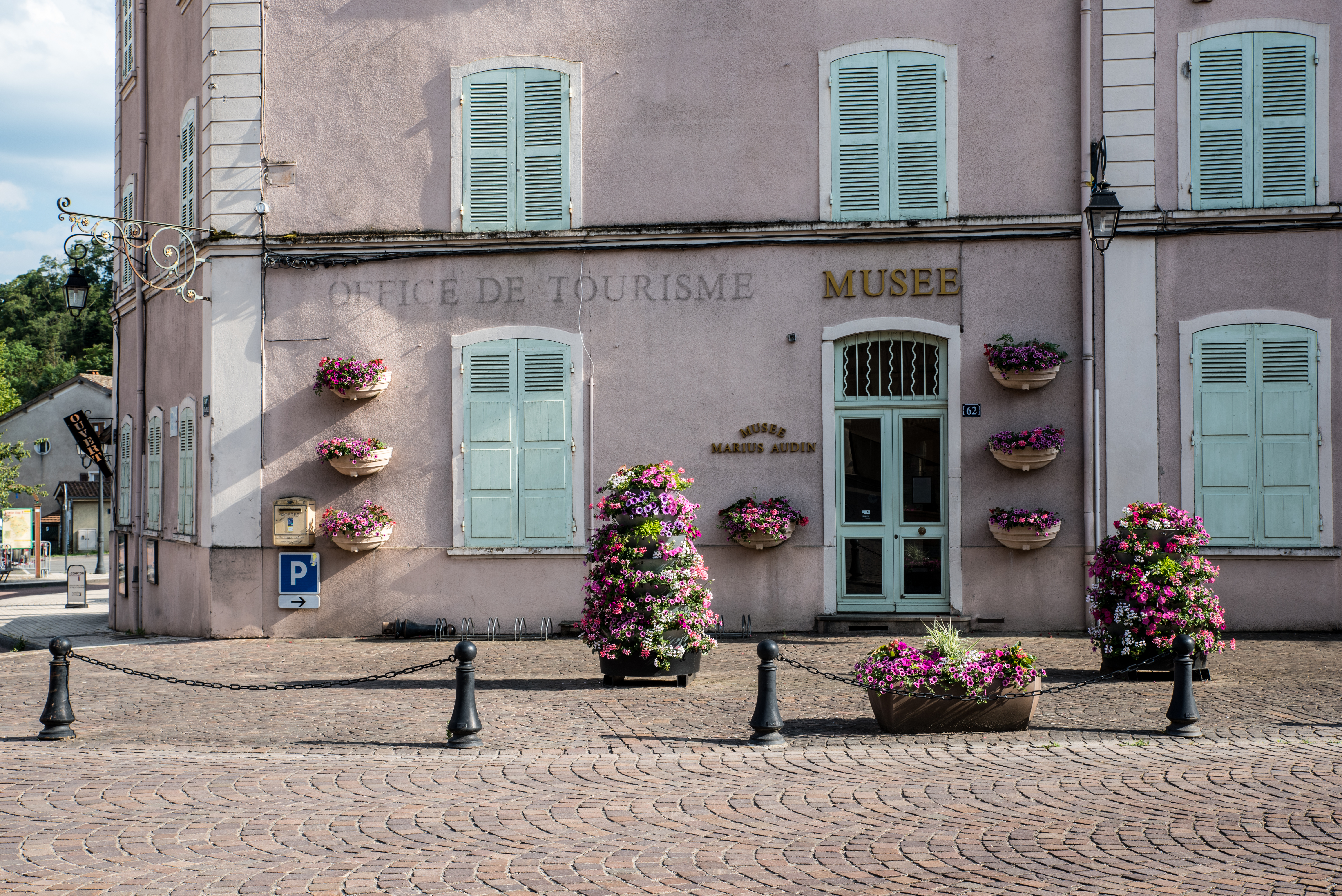
L'entrée du musée Marius-Audin dans le bâtiment de l'hôtel de ville.

- Le musée des arts et des traditions populaires Marius-Audin qui se trouve dans l'hôtel de ville.
- La maison du terroir beaujolais (dénommée "Maison de Pays") installée en partie dans la maison à pans de bois.
- Le "Comptoir beaujolais", caveau des Beaujolais-Villages tenu par un collectif de vignerons de cette appellation.

### Personnalités liées à la commune
- Guillaume Paradin (vers 1510-1590), religieux et historien, chanoine de la collégiale de Beaujeu (1545) puis doyen du chapitre.
- Claude Paradin (1512-1573) - frère du précédent - chanoine de la collégiale de Beaujeu, auteur de livres d'emblèmes.
- Jean-Baptiste Pressavin (1734), chirurgien lyonnais natif de Beaujeu, officier municipal et substitut du procureur de la commune de Lyon. Il devient député de Rhône-et-Loire à la Convention, et vote la mort de Louis XVI. Il fut membre du Conseil des Cinq-Cents, comme député du Rhône.
- Benoît Sanslaville, notaire et homme politique né en 1738 à Beaujeu (Rhône).
- Jean-Baptiste-Irénée Callot (1814-1875), évêque catholique français né à Beaujeu, Evêque d'Oran de 1867 à 1875.
- Sébastien Réal (1815-1863), poète français né à Beaujeu.
- Pierre-Louis-Adrien de Montgolfier-Verpilleux (1831-1913) ingénieur des ponts et chaussées, chef d'entreprise français et homme politique français, député puis sénateur de la Loire. Issu de l'ancienne famille de papetier de Beaujeu et d'Ardèche, les Montgolfier.
- Marius Audin (1872-1951) imprimeur, éditeur et typographe, natif de la commune. Il fut a l'initiative du musée de Beaujeu et on lui doit de nombreux ouvrages sur l'histoire de la région. Le musée porte son nom ainsi qu'une place.
- Francis Norgelet (1872-1935), poète, dont la famille est liée à cette commune où une rue porte son nom.
- Rémo Gary, chanteur et poète, natif de la commune.
- Philippe Burnot (1877-1956), graveur et dessinateur lyonnais. Il est inhumé dans la chapelle du château Saint-Jean sur les hauteurs de Beaujeu. Une rue porte son nom.
- Frédéric Ruby (1883-1970), général d'aviation, ingénieur aéronautique.
- Germaine de Roton (1889-1942), sculptrice, pastelliste, native de la commune.
- Joseph Frantz (1890-1979), as de l'aviation, pionnier et héros des combats aériens de la Première Guerre mondiale. En l'honneur de ce natif de la commune, une rue porte son nom et une plaque a été apposée sur sa maison natale, en face de l'hôpital.
- Igor Stravinsky (1882-1971) aurait secrètement séjourné à Beaujeu avant son exil aux États-Unis en 1940[29].
- René Cerf-Ferrière (1896-1975), grand résistant et responsable de la propagande du journal clandestin Combat. Il s'installa discrètement à Beaujeu avec sa famille en juin 1941 afin d'y mener ses actions. Il quitta la ville en 1943. Entre-temps, il y recevra clandestinement de nombreux chefs de résistance, membres ou affiliés du groupe Combat : Georges Bidault, Francois de Menthon, Henri Frenay, Claude Bourdet ou encore Chevance-Bertin. On trouve encore de nos jours une plaque commémorative qui mentionne ces noms au 78 rue de la République, là où résidait Cerf-Ferrière. Elle fut posée le 4 septembre 1945 en présence du président Édouard Herriot[30].
- Bertrand Chautard (1912-1998), député d'Ardèche né à Beaujeu.

### Héraldique
« D'or au lion de sable, armé et lampassé de gueules, au lambel de cinq pendants du même brochant sur le tout. »